# Falacia relativista
La falacia relativista (o falacia subjetivista) es una falacia lógica que ocurre cuando se afirma que algún hecho puede ser cierto para algunas personas pero no cierto para otras.
El relativismo epistémico, el relativismo moral o el relativismo cultural no son necesariamente falacias relativistas. Las falacias relativistas solo ocurren cuando alguien usa un argumento intermedio, un cambio a la visión de la verdad para defender alguna posición, que previamente habían afirmado que era objetiva. Se usa comúnmente para defender creencias que se basan en experiencias subjetivas (como la eficacia de la oración o la homeopatía).
Por otro lado, se puede decir que si alguien adopta una postura relativista simple como una defensa de posición controvertida diciendo que "lo que es verdad para usted no es necesariamente verdad para mí", e intenta, así, evitar tener que profundizar la defensa de su posición, cometió una falacia. 

## Manera
La acusación de haber cometido una falacia puede tener cualquiera de los dos motivos:
- El relativismo en la defensa de oposición es tan simplicista y sin mérito que directamente contradice la ley de la no-contradicción.
- La persona se coloca en posición defensiva afirmando que la verdad (o patrones de consistencia lógica) son relativos a un pensador o grupo en particular y que, en alguna otra norma, la posición es correcta, a pesar de su incapacidad de sostener frente a la lógica.

En el fondo, la falacia relativista adopta una visión puramente subjetiva de la verdad, en el sentido de que sólo puede decirse lo que alguien piensa que es verdad, y es imposible probar lo contrario. Esto lleva al silogismo:
P1: la persona A rechaza a X.
P2: Si alguien rechaza un punto de vista, entonces están justificados para hacerlo.
C1: la persona A está justificada al rechazar X.
O en conversación:
A: " X es verdad". 
B: " X puede ser cierto para los demás, pero no es cierto para mí".

## Explicación
Si alguien dijera que "el mundo es redondo", y alguien más dijera "eso podría ser cierto para ti, pero no para mí", entonces la segunda persona parecería estar viviendo en un mundo diferente al resto de la raza humana (tal vez literalmente). La segunda persona parece estar ignorando toda evidencia de un mundo redondo, y por lo tanto mantiene una posición falaz.
Más comúnmente, esta táctica se usa para defender creencias cuando alguien se da cuenta de que hay un problema crítico con su posición, pero no quiere reconocerlo.